# شارکاوشچینا
شارکاوشچینا (به لاتین: Sharkawshchyna) یک منطقهٔ مسکونی در بلاروس است که در منطقه ویتسبک واقع شده‌است. شارکاوشچینا ۶٬۳۳۰ نفر جمعیت دارد و ۱۶۶ متر بالاتر از سطح دریا واقع شده‌است.